# 疏果山蚂蝗
疏果山蚂蝗（学名：Grona griffithiana）为豆科假地豆屬下的一个种，過去曾被歸類於近緣的山蚂蝗属。

## 扩展阅读
- 維基物種上的相關：疏果山蚂蝗